# جن ناإيتو
جُنْ ناإيتو (باليابانية: 内藤 潤) (18 ديسمبر 1970 في فوكوي في اليابان – )؛ هو لاعب كرة قدم ياباني سابق كان يلعب كلاعب وسط.

## وصلات خارجية
- جن ناإيتو على موقع رابطة كرة القدم اليابانية للمحترفين (اليابانية)
- جن ناإيتو على موقع عالم كرة القدم.نت (الإنجليزية)